# Havetoft
Havetoft là một đô thị ở huyện Schleswig-Flensburg, phía bắc nước Đức. Đô thị Havetoft có diện tích km², dân số thời điểm 31 tháng 12 năm 2006 là người. Diện tích là 14,53 km2, dân số thời điểm 31 tháng 12 năm 2006 là 869 người.